# Beaufort-Orbagna
Beaufort-Orbagna ist eine französische Gemeinde mit 1.466 Einwohnern (Stand: 1. Januar 2022) im Département Jura in der Region Bourgogne-Franche-Comté. Sie gehört zum Arrondissement Lons-le-Saunier und zum Kanton Saint-Amour und ist Teil des Gemeindeverbands Porte du Jura. Bürgermeister ist bis 2026 Emmanuel Klinguer.
Sie entstand als Commune nouvelle mit Wirkung vom 1. Januar 2019 durch die Zusammenlegung der bisherigen Gemeinden Beaufort und Orbagna, die in der neuen Gemeinde den Status einer Commune déléguée haben. Der Verwaltungssitz befindet sich im Ort Beaufort.

## Gliederung
| Ortsteil                     | ehemaliger INSEE-Code | Fläche (km²) | Höhenlage (m) | Einwohnerzahl zum 1. Januar 2019 | Dichte (Einw. je km²) |
| ---------------------------- | --------------------- | ------------ | ------------- | -------------------------------- | --------------------- |
| Beaufort (Verwaltungssitz)00 | 39043                 | 13,11        | 191–574       | 1154                             | 88,0                  |
| Orbagna                      | 39395                 | 04,11        | 199–572       | 0244                             | 59,4                  |

## Nachbargemeinden
|                                               | Savigny-en-Revermont (Département Saône-et-Loire) Val-Sonnette | Val-Sonnette                |
| Flacey-en-Bresse (Département Saône-et-Loire) | Kompass                                                        | Val-Sonnette Rotalier Rosay |
| Maynal                                        | Maynal Cuisia                                                  | Rosay                       |

## Bevölkerungsentwicklung
| Gemeinde                  | Einwohnerzahlen (Census) |      |      |      |      |      |      |      |      |      |      |
| Gemeinde                  | 1962                     | 1968 | 1975 | 1982 | 1990 | 1999 | 2006 | 2008 | 2011 | 2013 | 2016 |
| ------------------------- | ------------------------ | ---- | ---- | ---- | ---- | ---- | ---- | ---- | ---- | ---- | ---- |
| Beaufort                  | 841                      | 781  | 779  | 896  | 936  | 965  | 1000 | 1005 | 1041 | 1071 | 1127 |
| Orbagna                   | 171                      | 157  | 140  | 165  | 169  | 166  | 165  | 174  | 206  | 214  | 222  |
| Beaufort–Orbagna00        | 1012                     | 0938 | 0919 | 1061 | 1105 | 1131 | 1165 | 1179 | 1247 | 1285 | 1349 |
| Quelle: Cassini und INSEE |                          |      |      |      |      |      |      |      |      |      |      |

Die (Gesamt-)Einwohnerzahlen der Gemeinde Beaufort–Orbagna wurden durch Addition der bis Ende 2018 selbständigen Gemeinden ermittelt.

## Sehenswürdigkeiten
- Ruinen eines Schlosses aus dem 12. Jahrhundert in Beaufort
- Kirche Saint-Cyr-et-Sainte-Julitte aus dem 15. Jahrhundert in Beaufort
- Calvaire aus dem 17. Jahrhundert in Beaufort

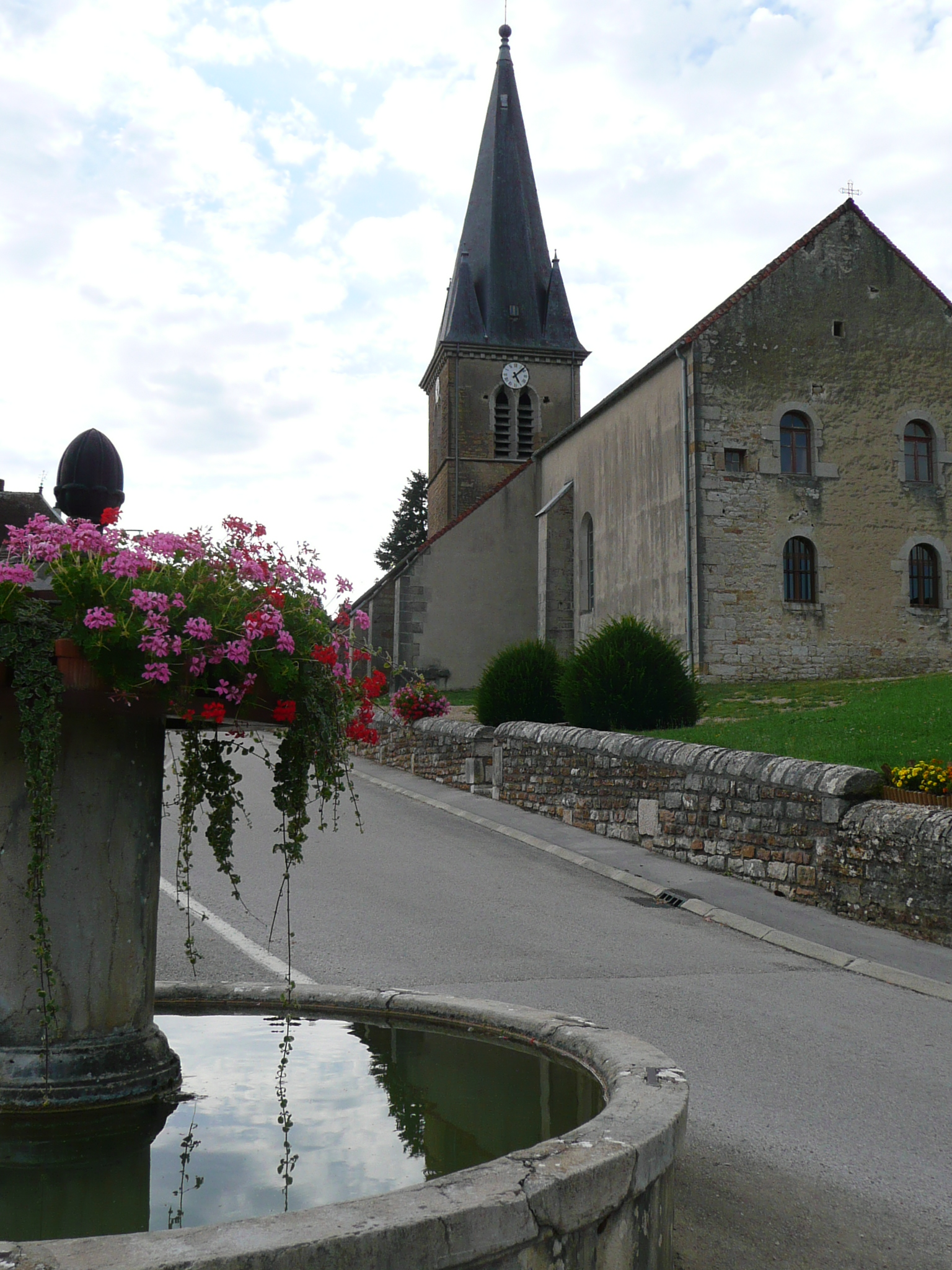
Kirche Saint-Cyr-et-Sainte-Julitte in Beaufort
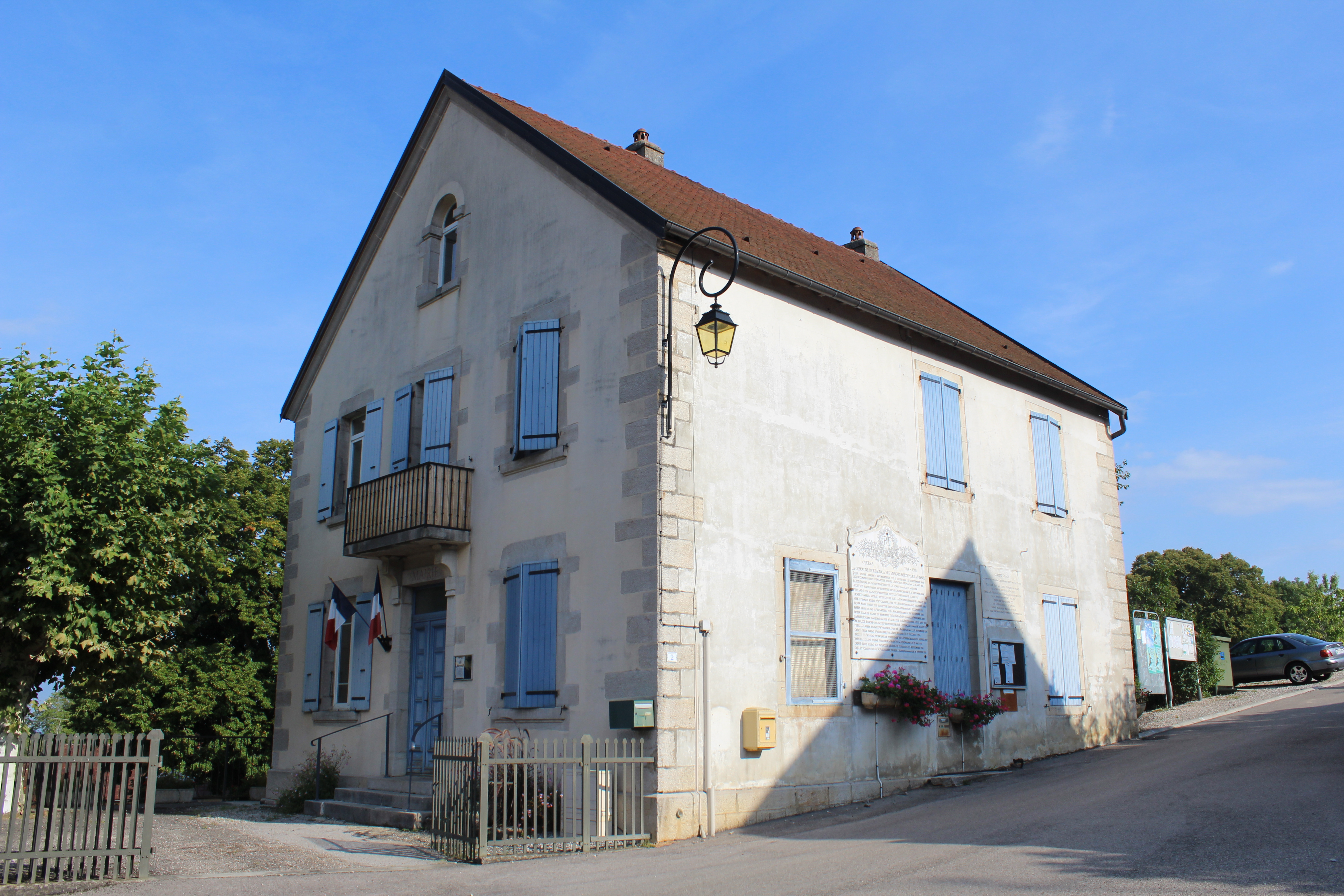
Ehemalige Mairie in Orbagna
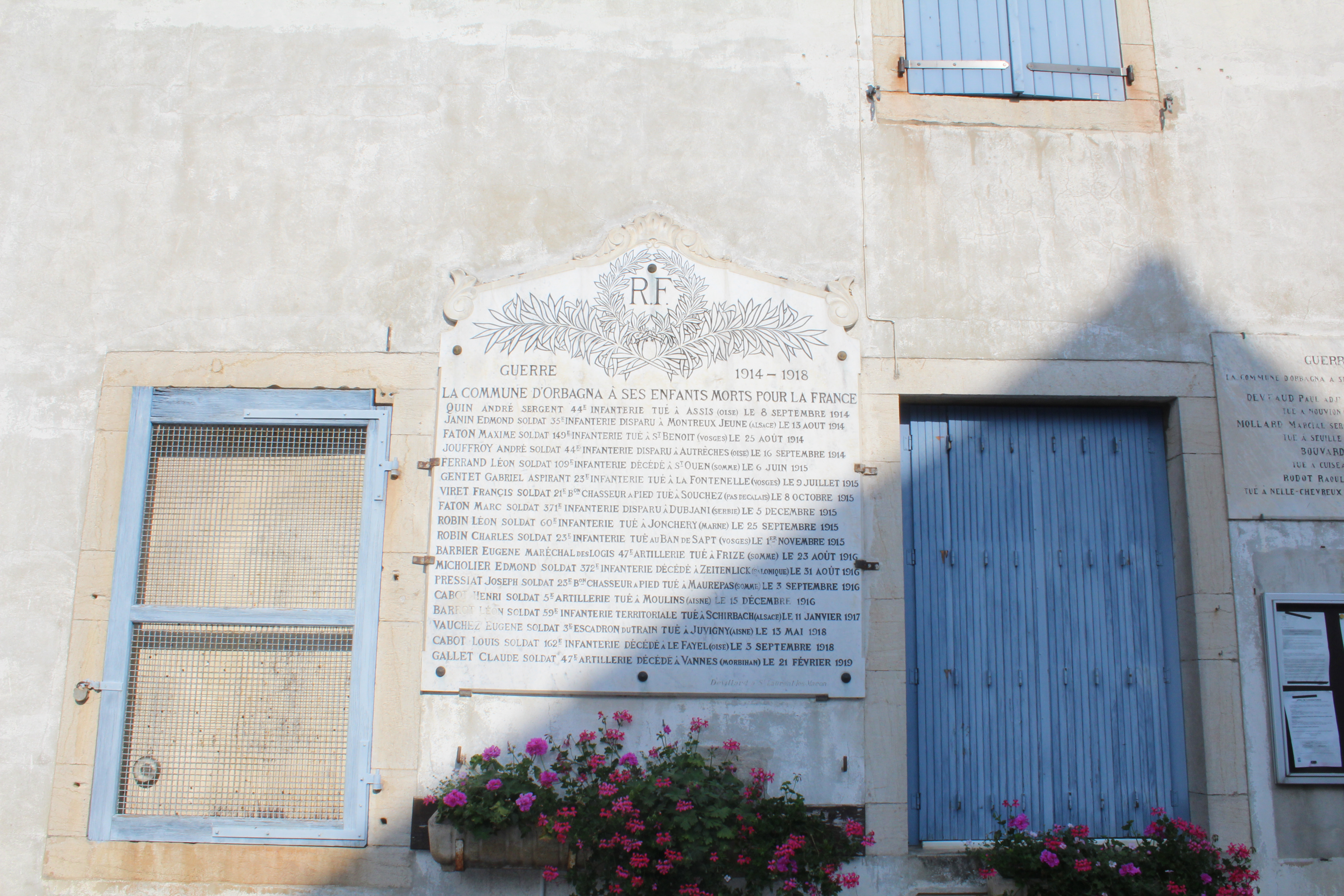
Kriegerdenkmal in Orbagna